# Libreta (pan)

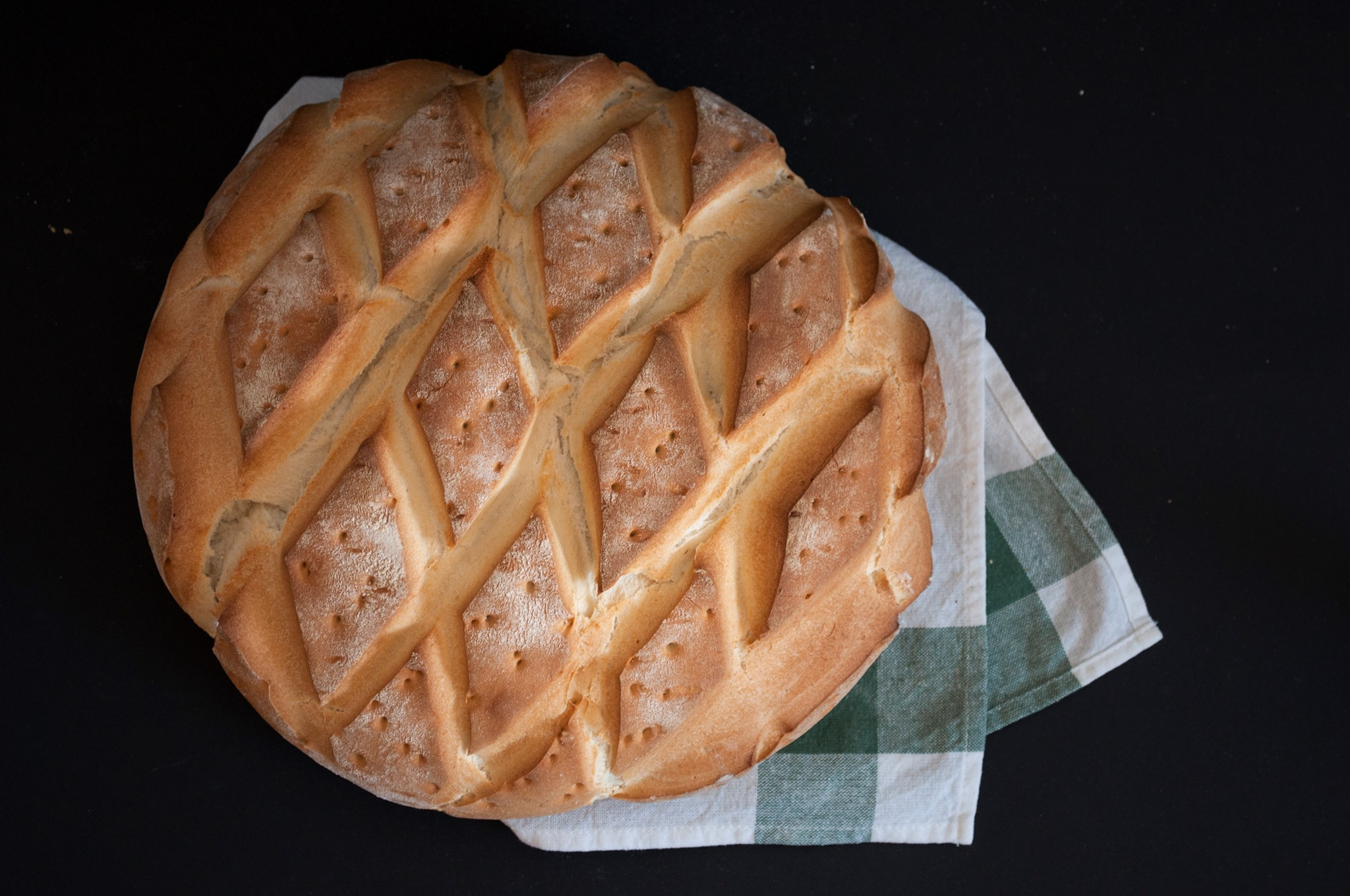
Libreta

La libreta es un formato de pan, que literalmente significa pan de una libra, es decir, casi medio kilo (~453.6 g).  Suele ser un pan de tamaño mediano a grande, con forma plana y redonda, greñado de muchas maneras diferentes.

## Libreta de pan candeal
En España, es conocida como libreta el pan candeal de una libra, forma plana y redonda. En zonas de Castilla, lugar con gran tradición de esta clase de panes, el «pan de libreta» se refiere genéricamente a panes que tienen esta morfología. El pan candeal es de miga dura, también dicho bregado, sobado o refinado, en oposición al pan de miga blanda o pan de flama, que no necesita un refinado por cilindros. De la misma masa se obtienen otros formatos de pan candeal, como la piña o el pan de cantos –más pequeños que la libreta–, o la barra fabiola.
La masa dura de estos panes permite una amplia variedad de greñados posibles:

Ideas para greñar una libreta candeal

Según la Consejería de Agricultura de Castilla-La Mancha, las libretas tradicionales de esta región son la libreta de Castilla, la libreta cuadrada, la libreta sol y la libreta de cuatro cachos. En Molina de Aragón, la libreta también es llamada peineta. La libreta ya no necesariamente pesa una libra, y por ejemplo en la normativa legal sobre la denominación de origen para el pan de Cruz se expresa que la libreta ciudarrealeña «pesa entre 310 y 410 g».

## En la cultura
A principios y mediados del siglo XX, la libreta fue un formato de referencia para medir los precios del pan, igual que el chusco militar. En el libro Vecinos de sangre, sobre la guerra civil española, el historiador, político y novelista Pedro Corral dice: « merece la pena señalar que una libreta de pan candeal, lo que venía a ser una barra de medio kilo, valía 0,35 pesetas a principios de 1936 ». Según el periodista Pedro Montoliú, en su libro Madrid en la Posguerra, « [en 1939] la libreta de pan valía en la panadería 35 céntimos de peseta y la barra 10 céntimos, pero podías ir a la fábrica y pedir dos panecillos ciegos, que eran dos panecillos largos que estaban mal hechos, por 15 céntimos ».